# Famelica
Famelica é um gênero de gastrópodes pertencente a família Raphitomidae.

## Espécies
- Famelica bitrudis (Barnard, 1963)[2]
- Famelica catharinae (Verrill & Smith, 1884)[3]
- Famelica mirmidina (Dautzenberg & Fischer, 1896)[4]
- Famelica monoceros (Watson, 1881)[5]
- Famelica monotropis (Dautzenberg & Fischer, 1896)[6]
- Famelica nitida Sysoev, 1990[7]
- Famelica pacifica Sysoev & Kantor, 1987[8]
- Famelica scipio (Dall, 1889)
- Famelica tajourensis Sysoev & Kantor, 1987[9]
- Famelica tasmanica Sysoev & Kantor, 1987[10]

Espécies trazidas para a sinonímia
- Famelica ischna Dall, 1927: sinônimo de Famelica monoceros (Watson, 1881)